# Цезарівський заказник
Цезарівський — ландшафтний заказник місцевого значення, що розміщений на теренах Ніжиловицької сільської ради Макарівського району Київської області. Створений відповідно до Рішення 16 сесії Київської обласної ради 10 березня 1994 року

## Загальні відомості
Землекористувачем теренів заказника є Державне підприємство «Макарівське лісове господарство». Заказник розміщено у кварталах 2, 13, 14, 22, 23, 24, 25, 33 Ніжиловського лісництва, що відповідає адміністративним межам Ніжиловицької сільської ради.
Площа заказника 475 гектарів. Заказник є одним з найбільш заболочених серед природоохоронних об'єктів Київщини. У систему Жаб'ячих боліт входять великі озера Зубареве, Моховате, Гронне та ряд менших. До кінця 1980-х років у навколишніх лісах розміщувались секретні об'єкти, що не сприяло господарському освоєнню теренів заказника. З того часу через болота заказника у напрямку північ-південь йде напівзруйнована дорога-дамба, яку використовують лісовози.

## Опис
На теренах ландшафтного заказника поєднуються комплекси лісів і боліт, що відповідно розміщуються на височинах і низинах рельєфу. Відповідно до геоморфологічного поділу території лісова рослинність зосереджена на плакорних ділянках, а у заводнених котловинах містяться низинні болота евтрофного типу з багатою рослинністю. У більш високо розміщених складках рельєфу виникли болота еумезотрофного та мезотрофного типу (сфагнові). На перехідних територіях поміж лісами і болотами розрослась чорна вільха.
Серед лісів найбільш чисельними є сосново-дубові насадження та дубові насадження. Зустрічаються мішані ліси і молоді посадки, як і ділянки старого перестиглого лісу. Болота оточують перезволожені ділянки соснового лісу, у трав'яному покриві яких переважає чорниця і молінія голуба. Зустрічається рідкісний плайн колючий, що занесений до Червоної книги України. Густий деревостан переважає у сосново-дубових лісах, де у другому ярусі росте граб, зустрічається береза. У менш затінених ділянках серед підліску зустрічається ліщина. Трав'яний покрив формують бореальні та неморальні види. У більш сухих підвищених місцях домінує веснівка дволиста, а у більш зволожених зниженнях — молінія голуба. У ділянках дубового лісу сформовані асоціації дубового лісу ліщинно-рідкотравного. Поміж лісами розкидані болота різної площі, глибини, серед яких переважають евтрофні болота високотравні і осокові з угрупуваннями осоки омської і пухирчатої. На краях боліт трапляються ділянки з осокою чорною і червонокнижною осокою Буксбаума. Великі площі займають високотравні ценози рогозу вузьколистого, менші угрупування очерету. Для мезотрофних боліт характерні осоково-сфагновані ценози з осокою пухнастопладною та здутою. У невеликих заводнених ямах росте вовче тіло болотна.
Припускають, що у лісах можуть гніздитись чорні лелеки. Серед ссавців найчисельнішими є дикі свині, козулі, лосі.